# Lepidium serratum
Lepidium serratum là một loài thực vật có hoa trong họ Cải. Loài này được (Poir.) Al-Shehbaz mô tả khoa học đầu tiên năm 2002.